# زوورنیک
زوورنیک (به لاتین: Zvornik) یک شهر در شمال شرق بوسنی و هرزگوین است که در حاشیه رود درینا واقع شده‌است. زوورنیک ۳۷۶٬۱۴ کیلومتر مربع مساحت و ۱۲٬۶۷۴ نفر جمعیت دارد و ۱۴۶ متر بالاتر از سطح دریا واقع شده‌است.